# Residência de Montanha e Templos Vizinhos em Chengde

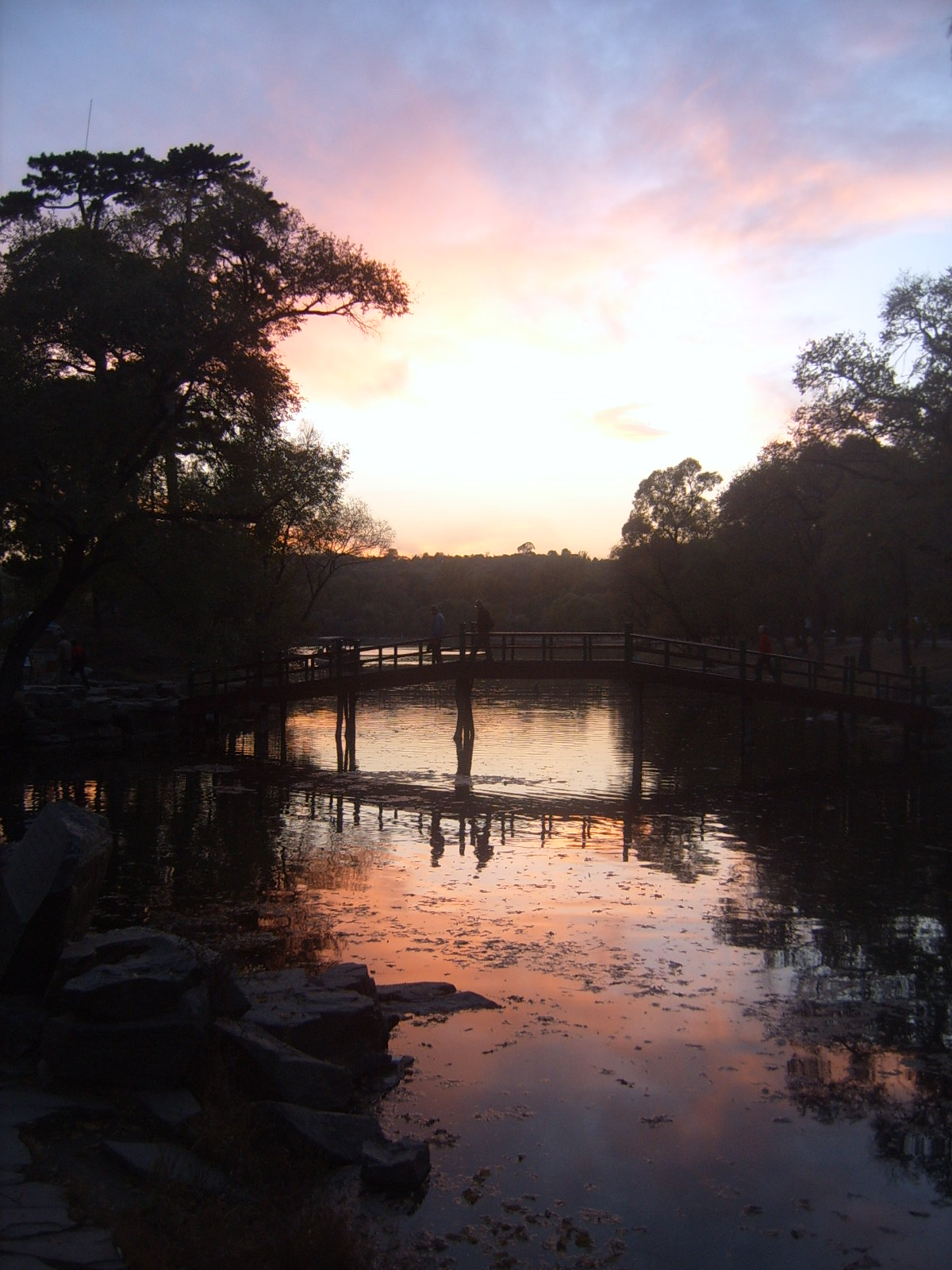

A Residência de Montanha e Templos Vizinhos em Chengde é Património Mundial em Chengde, China. Foi a residência de Verão do imperador Kangxi. A residência ocupa uma área de 5,64 quilómetros quadrados, ou seja, é duas vezes maior que o Palácio de Verão em Pequim. É o maior jardim imperial existente na China. Ela divide-se em quatro áreas: área de residência, área de lagos, área de planície e área de montanhas. 
Em 1703, o imperador Kangxi, da dinastia Qing, decidiu construir em Chengde um novo palácio. Em 1792, as obras de construção terminaram depois de 89 anos. O imperador Qianlong baptizou-a "Residência de Verão".